# Théâtre Jean-Vilar (Suresnes)
Pour les articles homonymes, voir Théâtre Jean-Vilar.
Le théâtre de Suresnes Jean-Vilar est une salle de spectacle située 16, place Stalingrad, à Suresnes. Olivier Meyer est le directeur du théâtre entre 1990 et 2022, ainsi que le directeur artistique du festival Suresnes Cités Danse, qu'il a créé en 1993. Carolyn Occelli est l'actuelle directrice.

## Historique
Inauguré le 27 mars 1938 sous le nom de « centre de loisirs Albert-Thomas », le bâtiment est destiné aux habitants de la cité-jardin de Suresnes, afin de leur proposer des activités éducatives, populaires et culturelles : cinéma, fêtes, théâtre, etc. Conçu par l'architecte Alexandre Maistrasse, en harmonie avec les immeubles alentour, il est orné de trois masques sculptés et de deux grands bas-reliefs en marbre réalisés par René Letourneur, rappelant le palais de Chaillot (Paris). Il est de style Art déco,.
En 1951, le metteur en scène Jean Vilar installe provisoirement son Théâtre national populaire dans le centre, quittant le palais de Chaillot (Paris), qui accueille un temps les locaux de la jeune Organisation des Nations unies. Deux décennies plus tard, le théâtre est renommé en hommage à l'artiste.
Les comédiens Gérard Philipe, Maria Casarès et Philippe Noiret y ont joué.
Le théâtre a accueilli un cinéma, baptisé « Le Suresnes ».
Il est réhabilité entre 1986 et 1990 par l'architecte Valeanu, qui transforme la salle à l'italienne, rénove la salle de l'Aéroplane et aménage deux foyers-bars. En 2008, le pôle de production et de diffusion de danse hip-hop Suresnes Cités Danse s'y installe. Il s'agit du premier festival de hip-hop de France, lequel a contribué à l'essor du genre dans le pays.
Jusqu'en 2007, le théâtre accueille le conservatoire de musique, de danse et d'art dramatique de Suresnes, désormais installé place du Puits-d'Amour, dans le quartier centre-ville.
Le 7 février 2020, le théâtre rouvre après un an de travaux, qui ont permis de réaliser des travaux d'agrandissement et de modernisation de la grande scène ainsi que d'accessibilité pour les handicapés. Leur coût est estimé à 4,2 millions d'euros,.
En 1990, Olivier Meyer devient le directeur du théâtre. En 1993, il fonde le festival Suresnes Cités Danse, installé au sein du théâtre. Il quitte ses fonctions mi-2022 et est remplacé par Carolyn Occelli, secrétaire générale du théâtre depuis trois ans.

## Dans la fiction
- En 1954, le théâtre sert de studio pour le tournage du film Ah ! les belles bacchantes.
- Une scène du film Micmacs à tire-larigot (2009) de Jean-Pierre Jeunet y est tournée[9].

## Galerie

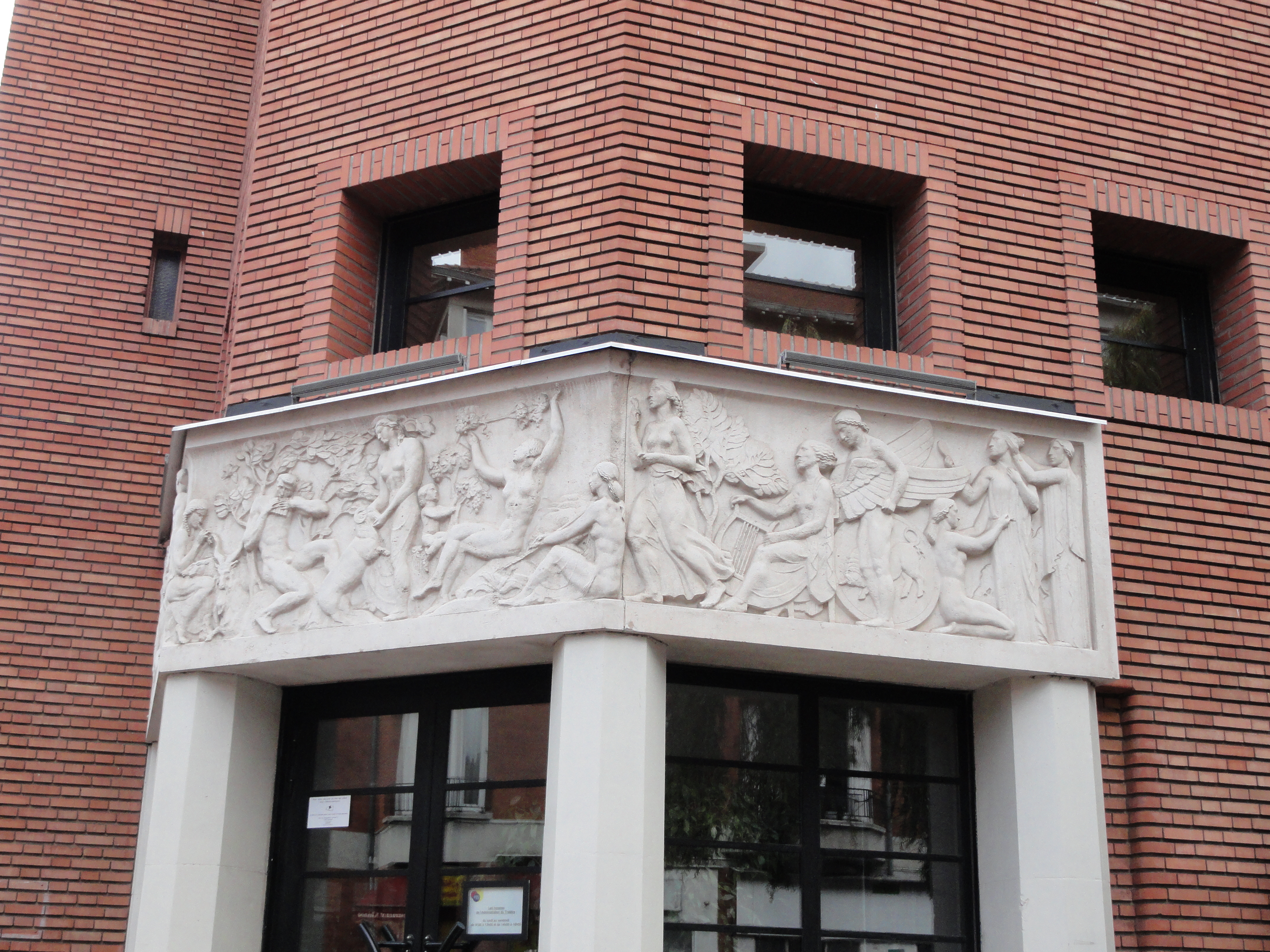
Bas-relief sur le côté latéral.
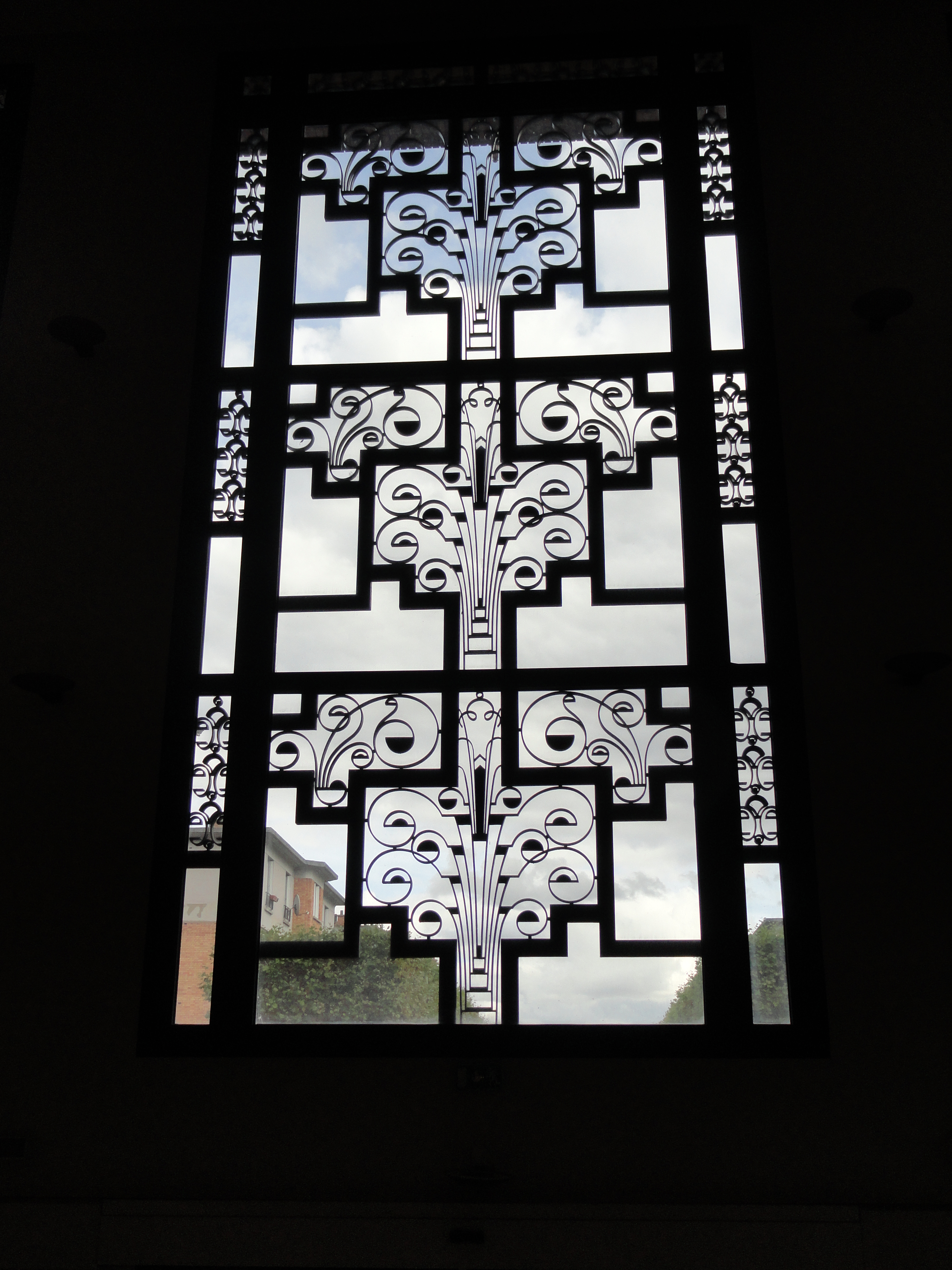
Grille en fer forgé sur les fenêtres du hall.
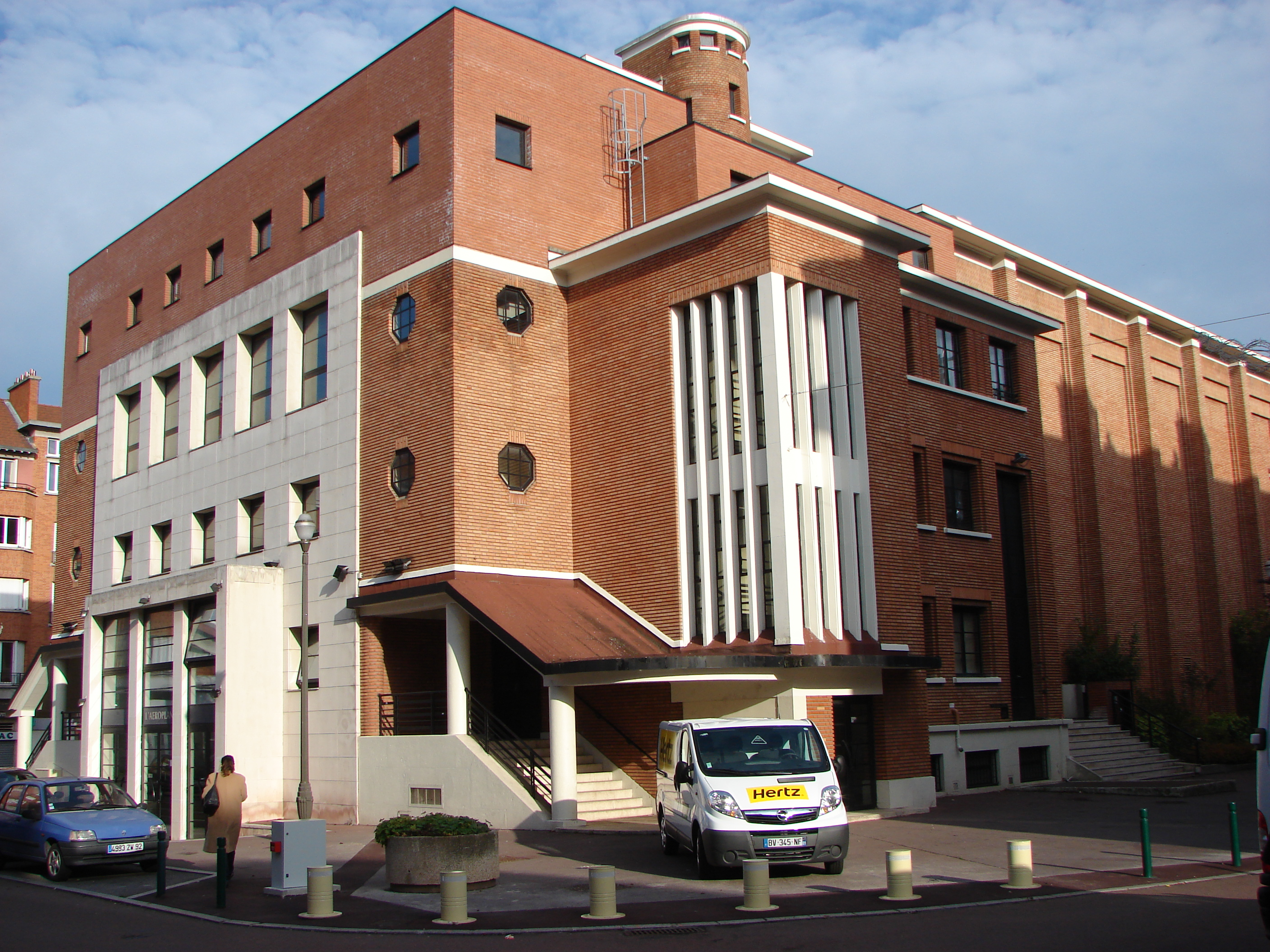
Arrière du théâtre.